# Крогиус, Рагнар
Рагнар Крогиус (фин. Ragnar Krogius, 17 марта 1903, Яаски — 31 декабря 1980, Стокгольм) — финский шахматист, национальный мастер (1932). Чемпион Финляндии 1932 г. В составе сборной Финляндии участник нескольких шахматных олимпиад.

## Спортивные результаты
| Год  | Город        | Соревнование                                                     | + | −  | = | Результат | Место |
| ---- | ------------ | ---------------------------------------------------------------- | - | -- | - | --------- | ----- |
| 1930 | Гамбург      | III Олимпиада (сборная Финляндии, 2-я доска)                     | 3 | 10 | 2 | 4 из 15   |       |
| 1932 | Хельсинки    | Матч с Э. Бёком (на звание чемпиона Финляндии)                   |   |    |   | 7 : 3     |       |
| 1933 | Хельсинки    | Матч с Б. Расмуссоном (на звание чемпиона Финляндии)             |   |    |   | 3½ : 6½   |       |
| 1934 | Ловийса      | Турнир финских шахматистов                                       |   |    |   |           |       |
| 1935 | Варшава      | VI Олимпиада (сборная Финляндии, 4-я доска)                      |   |    |   |           |       |
|      | Хельсинки    | Международный турнир                                             |   |    |   |           |       |
| 1936 | Мюнхен       | Неофициальная шахматная олимпиада (сборная Финляндии, 2-я доска) |   |    |   |           |       |
| 1944 | Хельсинки    | Турнир памяти А. А. Чепурнова                                    |   |    |   |           | [ 1 ] |
| 1948 | Сальтшобаден | Командный турнир                                                 |   |    |   |           |       |